# توماس جی اورد

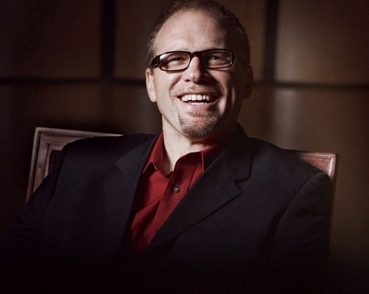
توماس جی اورد

توماس جی اورد (متولد ۱۹۶۵) فیلسوف، الهی‌دان و پژوهشگر مطالعات بینارشته‌ای است. او نویسنده یا ویراستار حدود ۲۰ کتاب و استاد دانشگاه نازارنه شمال غربی در ایداهو است. او به دلیل پژوهش‌هایش در زمینه عشق، تفکر نسبی، علم، دین و پست‌مدرنیسم شناخته می‌شود.